# Renaud Séchan

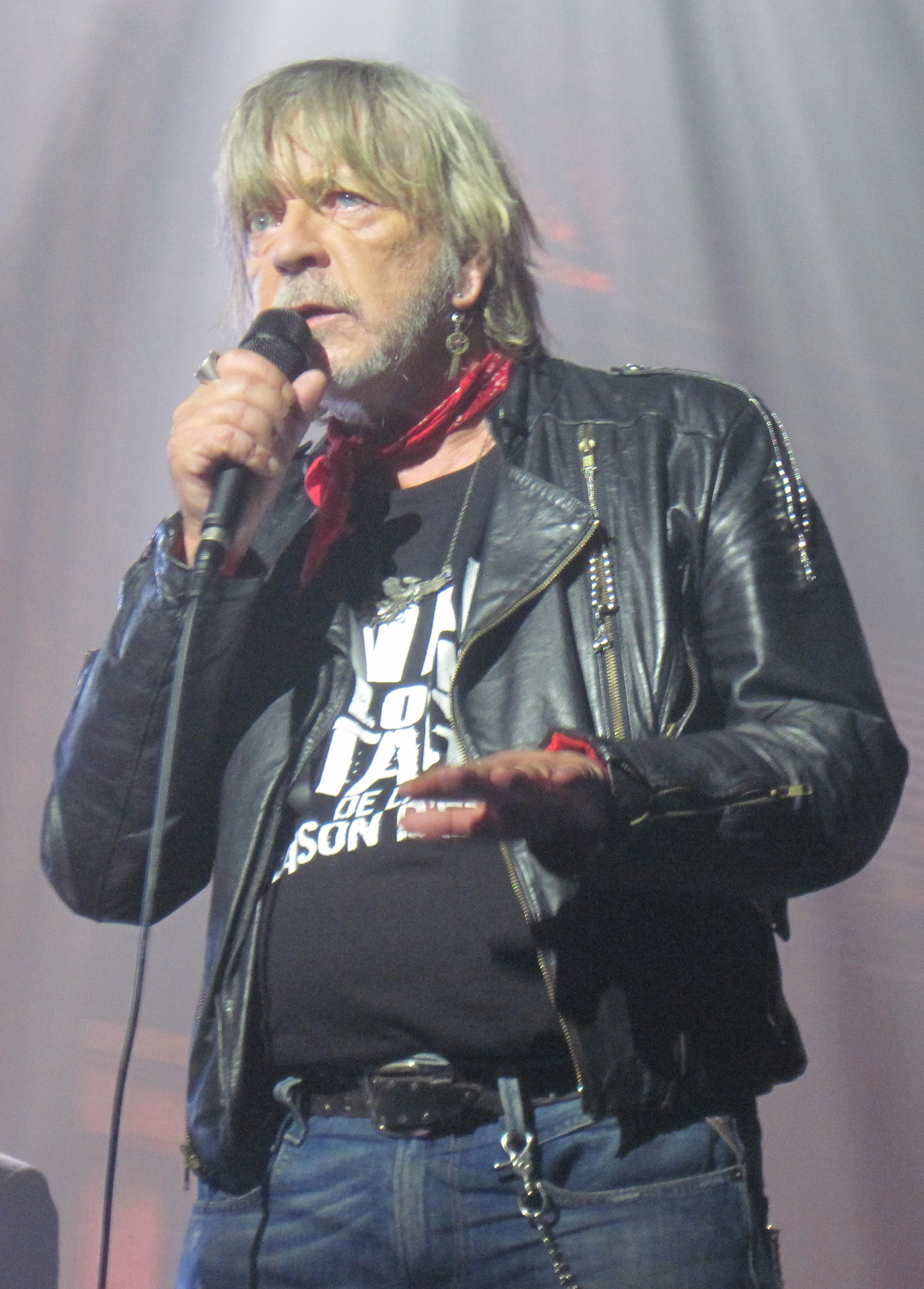
Renaud Séchan (2016)

Renaud Pierre Manuel Séchan [ʁəno pjɛʁ manɥɛl seʃɑ̃] (* 11. Mai 1952 in Paris), bekannt als Renaud, ist ein französischer Liedermacher. Er war außerdem als Schauspieler und Satiriker tätig.

## Leben
Renaud entstammt einer protestantischen Familie des Bildungsbürgertums. Sein Vater Olivier Séchan stammte aus Montpellier und war Schriftsteller. Sein Großvater war der Gräzist Louis Séchan, der an der Sorbonne lehrte. Der Regisseur Edmond Séchan ist sein Onkel. Seine Mutter kommt aus einfachen Verhältnissen und wuchs in Nordfrankreich auf.
Renaud war seit 2005 in zweiter Ehe mit Romane Serda verheiratet, mit der er seit 2006 einen Sohn hat. Er wohnte mit seiner Familie in einem ruhigen Pariser Vorort. 2011 ließen sie sich scheiden. Aus erster Ehe hat er eine Tochter namens Lolita.

## Wirken
Renaud gilt seit vielen Jahren als einer der populärsten Chansonniers Frankreichs.

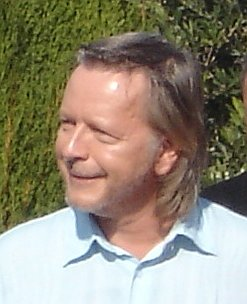
Renaud Séchan (2006)

1968 hatte er mit Crève salope! („Verrecke, Schlampe!“) seinen ersten Erfolg als Liedermacher. Den Durchbruch schaffte Renaud 1977 mit dem Lied Laisse béton. Weitere erfolgreiche Chansons von ihm sind u. a. Hexagone, Dans mon HLM und Manhattan-Kaboul. Seine meistverkauften Alben sind Boucan d’enfer (2002), Mistral gagnant (1985) und Morgane de toi (1983).
Zwei Jahre nach dem Tod Coluches, mit dem Renaud befreundet war, brachte er 1988 das Album Putain de camion heraus. Der Titel bedeutet sinngemäß „Verdammter Lkw“ und bezieht sich auf Coluches tödlichen Verkehrsunfall.
1989 war Renaud eines der Gründungsmitglieder der Gruppe Ça suffit comme ça, die den Aufruf Bastille verfasste.
Von 1992 bis 1993 und von 1995 bis 1996 arbeitete er als Kolumnist für die satirische Wochenzeitung Charlie Hebdo: Renaud bille en tête und Envoyé spécial chez moi.
Auch als Filmschauspieler war Renaud bereits aktiv. 1993 spielte er Étienne Lantier in Germinal von Claude Berri. In der schwarzen Action-Tragikomödie Crime Spree – Ein gefährlicher Auftrag (USA/Kanada 2002) spielte er neben Gérard Depardieu, Harvey Keitel und seinem Sänger-Kollegen Johnny Hallyday eine der vier Hauptrollen. Der Film kam in Deutschland nicht in die Kinos, wurde aber 2003 auf DVD (Altersfreigabe: FSK 16) veröffentlicht.
Nach Angaben der Plattenfirma Virgin hat Renaud 14 Millionen Schallplatten verkauft.
Renaud wurde mehrfach mit Victoires de la Musique, dem wichtigsten französischen Musikpreis ausgezeichnet. Unter anderem erhielt er 2001 den Ehrenpreis und war 2003 und 2017 Künstler des Jahres.

## Stil
In seinen Liedern übt er oft beißende Kritik an der französischen Politik und Gesellschaft. Sein Sprachstil ist humorvoll und bedient sich stark der populären Jugend- und Umgangssprachen (Verlan und Argot).

## Mistral gagnant
Das Lied handelt von den Kindheitserinnerungen Renauds. Der Titel bezieht sich auf ein französisches Bonbon in Pulverform, das beim Erscheinen des Lieds schon lange nicht mehr hergestellt wurde. Es wurde 2015 im Rahmen einer Umfrage des französischen Unternehmens BVA zum Lieblingslied der Franzosen gewählt.

## Diskografie
Studioalben

| Jahr | Titel Musiklabel                                           | Höchstplatzierung, Gesamtwochen, AuszeichnungChartplatzierungen (Jahr, Titel, Musiklabel, Platzierungen, Wochen, Auszeichnungen, Anmerkungen) | Höchstplatzierung, Gesamtwochen, AuszeichnungChartplatzierungen (Jahr, Titel, Musiklabel, Platzierungen, Wochen, Auszeichnungen, Anmerkungen) | Höchstplatzierung, Gesamtwochen, AuszeichnungChartplatzierungen (Jahr, Titel, Musiklabel, Platzierungen, Wochen, Auszeichnungen, Anmerkungen) | Anmerkungen                                                                                      |
| Jahr | Titel Musiklabel                                           | FR | BEW | CH | Anmerkungen                                                                                      |
| ---- | ---------------------------------------------------------- | --- | --- | --- | ------------------------------------------------------------------------------------------------ |
| 1975 | Amoureux de Paname Polydor                                 | FR— GoldFR | — | — | Erstveröffentlichung: 1975                                                                       |
| 1977 | Laisse béton Polydor                                       | FR— GoldFR | — | — | Erstveröffentlichung: 1977                                                                       |
| 1979 | Ma gonzesse Polydor                                        | FR— PlatinFR | — | — | Erstveröffentlichung: 1979                                                                       |
| 1980 | Marche à l’ombre Polydor                                   | FR— PlatinFR | — | — | Erstveröffentlichung: 1980                                                                       |
| 1981 | Le retour de Gérard Lambert Polydor                        | FR— PlatinFR | — | — | Erstveröffentlichung: 1981                                                                       |
| 1983 | Morgane de toi Polydor                                     | FR152 Platin · (4 Wo.)FR | — | — | Erstveröffentlichung: 1983 Charteinstieg FR: 2014                                                |
| 1985 | Mistral gagnant Virgin Records                             | FR64 Diamant · (32 Wo.)FR | BEW— GoldBEW | — | Erstveröffentlichung: 1985 Charteinstieg FR: 2002                                                |
| 1988 | Putain de camion Virgin Records                            | FR144 Platin · (2 Wo.)FR | — | — | Erstveröffentlichung: April 1988 Charteinstieg FR: 2002                                          |
| 1991 | Marchand de cailloux Virgin Records                        | FR121 Platin · (2 Wo.)FR | — | — | Erstveröffentlichung: 30. September 1991 Charteinstieg FR: 2002                                  |
| 1993 | Cante el’ Nord Virgin Records                              | FR69 Platin · (1 Wo.)FR | — | — | Erstveröffentlichung: 21. Mai 1993 Charteinstieg FR: 2001 Lieder in Picardischer Sprache         |
| 1994 | À la Belle de Mai Virgin Records                           | FR125 Platin · (1 Wo.)FR | BEW13 (… Wo.)BEW | CH82 (… Wo.)CH | Erstveröffentlichung: 21. November 1994 Charteinstieg FR: 2002, BE/CH: 2024                      |
| 1996 | Chante Brassens Virgin Records                             | FR22 ×2Doppelgold · (8 Wo.)FR | BEW10 (20 Wo.)BEW | — | Erstveröffentlichung: 1. April 1996 Neuinterpretationen von Liedern des Sängers Georges Brassens |
| 2002 | Boucan d’enfer Virgin Records                              | FR1 Diamant · (74 Wo.)FR | BEW1 ×2Doppelplatin · (49 Wo.)BEW | CH1 Platin · (46 Wo.)CH | Erstveröffentlichung: 31. Mai 2002                                                               |
| 2006 | Rouge sang Virgin Records                                  | FR1 ×3Dreifachplatin · (50 Wo.)FR | BEW1 Gold · (45 Wo.)BEW | CH3 Gold · (9 Wo.)CH | Erstveröffentlichung: 29. Juni 2006                                                              |
| 2009 | Molly Malone – Balade irlandaise EMI Music                 | FR1 ×2Doppelplatin · (38 Wo.)FR | BEW4 (13 Wo.)BEW | CH34 (5 Wo.)CH | Erstveröffentlichung: 20. November 2009 Interpretation irischer Lieder auf Französisch           |
| 2016 | Renaud Parlophone / Warner Music                           | FR1 Diamant · (67 Wo.)FR | BEW1 Gold · (77 Wo.)BEW | CH2 Gold · (25 Wo.)CH | Erstveröffentlichung: 8. April 2016                                                              |
| 2019 | Les mômes et les enfants d’abord Parlophone / Warner Music | FR1 ×2Doppelplatin · (18 Wo.)FR | BEW1 (20 Wo.)BEW | CH3 (9 Wo.)CH | Erstveröffentlichung: 29. November 2019                                                          |
| 2022 | Métèque Parlophone / Warner Music                          | FR1 Gold · (19 Wo.)FR | BEW1 (14 Wo.)BEW | CH5 (5 Wo.)CH | Erstveröffentlichung: 6. Mai 2022                                                                |
| 2023 | Dans mes cordes Parlophone / Warner Music                  | FR10 (29 Wo.)FR | BEW10 (5 Wo.)BEW | — | Erstveröffentlichung: 1. Dezember 2023                                                           |

grau schraffiert: keine Chartdaten aus diesem Jahr verfügbar

## Filmografie
- 1977: Wie es Gott gefällt (Fernsehserie)
- 1982: Elle voit des nains partout !
- 1993: Germinal
- 2003: Crime Spree – Ein gefährlicher Auftrag
- 2007: Le Deal

## Bibliografie
Von Renaud:
- Dès que le chant soufflera. Éditions Le Livre de Poche, Paris 1993, ISBN 2-253-06490-4.
- Le temps des noyaux. und Mistral gagnant. Éditions du Seuil, Paris 1988, ISBN 2-02-010306-0.

Über Renaud:
- Thierry Séchan: Renaud bouquin d’enfer. Éditions du Rocher, Monaco 2002, ISBN 2-268-03871-8. (französisch).
- Régis Chevandier: Renaud: foulard rouge, blouson de cuir, etc. Vorwort von Pascal Ory. L’Harmattan, Paris 2007, ISBN 978-2-296-02481-6.
- Christian Laborde: Renaud, briographie. Flammarion, Paris 2008, ISBN 978-2-08-120434-8. (französisch).